# Corrado Maltese
Corrado Maltese (Genova, 7 ottobre 1921 – Roma, 24 marzo 2001) è stato uno storico dell'arte italiano.
Ordinario di Storia dell'arte medievale e moderna all'Università di Genova, docente di Storia dell'arte moderna alla Sapienza di Roma e all'Università di Cagliari. Ha compiuto studi sull'arte del Rinascimento e sull'arte dell'Ottocento e moderna. Nel 1956 lascia il PCI e firma il Manifesto dei Centouno contro la repressione sovietica in Ungheria, manifesto firmato anche da Argan e Vespignani, suoi amici. È autore della Storia dell'arte in Italia 1785-1943, pubblicata da Einaudi.

## Pensiero e ricerca
La vita intellettuale di Maltese fu dedicata alla ricerca, che intese come base della vita universitaria e del rapporto con gli studenti. Si spese per il miglioramento della scuola di perfezionamento in archeologia e storia dell'arte della facoltà di lettere e filosofia dell'Università di Genova. Intenzione di Maltese era coniugare scienza, umanesimo e arte (si pensi all'opera Semiologia del messaggio oggettuale). La sematometria di Maltese prendeva le mosse dall'iconologia.
Nella sua riflessione sugli agglomerati urbani, si chiese se fosse possibile considerare una città come un'opera d'arte e perché: la città è innanzi tutto contenitore di opere d'arte. In questo senso non sarebbe un'opera d'arte, essa, però, si presenta anche come opera-messaggio. Soprattutto il centro antico, il centro storico, costituisce una risorsa continua di messaggi, in quanto stratificazione di tracce di vissuto. Anzi, tanto il centro storico si caratterizza per questa sua funzione, che la città pare costituita di due città differenti: una ben definita con la sua identità storica, che è opera d'arte, e una che opera d'arte non è, anonima, parte di una immagine consumista.
La città è, secondo Maltese, luogo privilegiato di confronto, selezione, canalizzazione e consumo delle risorse del pianeta. Dunque la crisi della città è la crisi delle risorse. La rivoluzione francese ha abolito le barriere della città e dunque ha reso illimitata l'espansione della stessa, sostituendo alla città finita una città infinita. Alla città come mondo si sostituisce il mondo come città e dunque il mondo come opera d'arte. Il problema è dunque planetario, si identifica con il problema ecologico e con quello delle risorse. Ecco che la riflessione di Maltese, dotata di quella struttura aperta e interdisciplinare, entra nel cuore di un problema chiaramente sociale e politico.

## Opere
- 1993 - Preparazione e finitura delle opere pittoriche
- 1993 - Storia dell'arte
- 1992 - Architettura dal tardo Seicento al Classicismo purista
- 1992 - Storia dell'arte in Italia
- 1991 - Pittura e scultura del '600 e del '700
- 1990 - Pittura e scultura dall'età romanica alla fine del Cinquecento
- 1990 - supporti nelle arti pittoriche
- 1990 - Toninocasula
- 1984 - Guida allo studio della storia dell'arte
- 1983 - Pietro Antonio Manca
- 1982 - Centri storici di grandi agglomerati urbani
- 1978 - Scritti rinascimentali di architettura
- 1978 - Tecniche artistiche
- 1975 - Guida allo studio della storia dell'arte
- 1973 - Tecniche artistiche
- 1970 - Semiologia del messaggio oggettuale
- 1969 - Giovanni Ciusa Romagna
- 1967 - Aligi Sassu
- 1967 - Realismo e verismo nella pittura italiana dell'Ottocento
- 1967 - Trattati di architettura ingegneria e arte militare
- 1965 - Delacroix
- 1964 - Alberto Gerardi
- 1964 - Sull'arte in Sardegna secondo il B. B. S. [Bollettino bibliografico sardo]
- 1962 - Arte in Sardegna
- 1962 - Per Leonardo prospettico
- 1960 - Storia dell'arte in Italia
- 1960 - Storia dell'arte in Italia, 1785-1943
- 1960 - Storia dell'arte italiana
- 1959 - Persistenza di motivi arcaici tra il 16. e il 18. secolo in Sardegna
- 1956 - Materialismo e critica d'arte
- 1952 - Arte infantile
- 1951 - Arte come esperienza